# Chibia
Chibia (fins 1975  Vila João de Almeida) és un municipi de la província de Huíla. Té una extensió de 5.281 km² i 181.431 habitants segons el cens de 2014. Comprèn les comunes de Chibia, Capunda-Cavilongo (ex-Olivença-a-Nova), Quihita i Jau. Limita al nord amb els municipis de Lubango i Cacula, a l'est amb el municipi de Quipungo, al sud amb el municipi de Gambos, i a l'oest amb els municipis de Virei i Humpata.

## Història
El municipi és poblat principalment per l'ètnia Nhaneka-Humbe. En 1885 va començar la colonització portuguesa que va portar la fundació de la població de São Pedro da Chibia el 16 de setembre d'aquell any. La zona fou colonitzada també per bòers. El 30 d'octubre de 1927 fou elevada a la categoria de vila i seu municipal, amb la designació de Vila de João de Almeida. En 1975 tornà a anomenar-se Chibia.

## Economia
Les seves principals activitats són l'agricultura, la pesca, i les explotacions de granit negre a Tchicuatite i Capunda Cavilongo, així com la pesca continental a les àrees dels rius Caculuvar i Tchipumpunhime. Té un bon subministrament d'aigua i el sistema de fibra òptica ofereix avantatges importants en les comunicacions.

## Personatges
- Noémia Delgado (1933–2016), directora de cinema portuguesa.